# Saint-Félix-de-Bourdeilles
Saint-Félix-de-Bourdeilles är en kommun i departementet Dordogne i regionen Nouvelle-Aquitaine i sydvästra Frankrike. Kommunen ligger i kantonen Mareuil som tillhör arrondissementet Nontron. År 2022 hade Saint-Félix-de-Bourdeilles 70 invånare.

## Befolkningsutveckling
Antalet invånare i kommunen Saint-Félix-de-Bourdeilles
Referens:INSEE